# Guanartemato de Gáldar
Guanartemato de Gáldar es el nombre dado a una de las dos demarcaciones territoriales en las que los aborígenes canarios tenían dividida la isla de Gran Canaria, en el archipiélago atlántico de Canarias, en el momento de la conquista castellana de las islas en el siglo XV.

## Características
No se conocen con exactitud los límites del reino de Gáldar. Juan de Abréu Galindo indica en su obra publicada en 1632 que abarcaba «desde el pueblo de Tamarasayte, cortando la isla hacia la aldea Nicolás, donde estaba otra gran población que llamaban Arganegin». Con base en estos datos, el profesor Juan Álvarez Delgado propuso que la línea divisoria ascendería desde la desembocadura del barranco de Tenoya hasta la zona de Las Lagunetas y el Roque Nublo, en la cumbre de la isla, continuando luego por el monte de Pajonales para descender por el barranco de Tasarte o por el de Mogán.
La capital del guanartemato se ubicaba en la población aborigen homónima, en torno a la moderna ciudad de Gáldar. Otros asentamientos importantes se encontraban en La Aldea de San Nicolás, Agaete, Veneguera, Tejeda, Artenara o Mogán, tanto en hábitats concentrados como dispersos, con poblados de superficie formados por casas, o asentamientos trogloditas constituidos por cuevas artificiales y naturales. También se encuentran dentro de este territorio las necrópolis del Agujero, La Guancha o Guayedra. Muchas cuevas artificiales fueron utilizadas como silos para el almacenamiento de la producción agrícola.
La principal actividad económica, como en el resto de la isla, sería la agricultura cerealista, destacando la fértil vega de Gáldar. En las zonas montañosas se practicaría la ganadería de cabras y ovejas, mientras en la costa se explotaron los recursos marinos.
En cuanto a la actividad minera, destaca la realizada en la montaña de los Hogarzales para la explotación de la obsidiana, que sería distribuida por toda la isla.

## Historia
Según la tradición historiográfica, Gran Canaria se encontraba inicialmente dividida en varias capitanías relativamente independientes entre sí, hasta que el gobierno de toda la isla fue unificado por el caudillo Gumidafe y su mujer Andamana o Atidamana, quienes conquistaron al resto de capitanes. Se inició así la monarquía insular bajo el mando de los guanartemes. Posteriormente, tras la muerte de un descendiente de estos llamado Artemi «poco antes que los cristianos viniesen a su conquista», la isla se dividió entre sus dos hijos en los reinos de Gáldar y Telde.